# Teoria da conspiração de aliciamento LGBT
A teoria da conspiração de aliciamento LGBT se refere a um movimento mundial ocorrido desde o final da década de 2010, e encabeçado por grupos conservadores e membros da extrema direita. Erroneamente, acusam as pessoas da comunidade LGBT, seus aliados e setores progressistas de utilizar a educação sexual e as campanhas pelos direitos LGBT como método de aliciamento sexual (também conhecido como grooming). Acusações e teorias da conspiração que são denominadas pelas comunidades LGBT como infundadas, homofóbicas e transfóbicas.
A popularização do termo está relacionada a Christopher Rufo, que tuitou sobre "vencer a guerra do grooming", e mais tarde por James A. Lindsay, em agosto de 2021. Depois da controvérsia de Wi Spa, em julho de 2021, Julia Serano notou um aumento nas acusações de assédio sexual dirigidas a pessoas transgênero e apontou que parecia haver um movimento para "assentar as bases para difamar a todas as pessoas trans como predadores sexuais de crianças". Usuários de extrema-direita do Twitter e do TikTok também costumam arremeter contra pessoas LGBT. Em novembro de 2021, a conta afirmou que The Trevor Project era uma "organização de aliciadores" e, mais tarde daquele mesmo ano, afirmou falsamente que Chasten Buttigieg estava "prestes a abusar de crianças".

## Manifestações
Em 1977, a cantora e ativista política Anita Bryant e a coalizão Save Our Children descreveram várias vezes a homossexualidade como supostamente "danosa" para as crianças, enquanto tentavam derogar uma ordem que proibia em parte a discriminação baseada na sexualidade. Bryant afirmou que "os homossexuais não podem se reproduzir, pelo que devem recrutar... a juventude dos Estados Unidos".
O termo OK Groomer originou-se em 2020 como uma resposta ao OK Boomer que tinha se popularizado no ano anterior. No Reino Unido, a teoria da conspiração começou a expandir-se por volta de 2020, dentro do movimento dos críticos de gênero. O ativista Graham Linehan foi suspenso do Twitter depois que começou a usar "OK Groomer" contra quem criticava seus ideais. O termo também foi emprestado pelo grupo Transgender Trend, que o usou no material que enviou às escolas em oposição às organizações LGBT. Em março de 2020, a colunista de The Times, Janice Turner, acusou a organização Mermaids (que oferece apoio aos jovens trans) de manipulá-los ao introduzir um botão de saída em seu site em resposta ao confinamento pela pandemia de COVID-19. A conspiração também tem sido utilizada pela extrema direita no Reino Unido, incluindo Tommy Robinson segundo Hope not Hate.
A teoria da conspiração foi incorporada à corrente conservadora estadounidense principal, com uma série de casos de alto perfil de seu uso nos primeiros meses de 2022, incluindo membros do Partido Republicano. Em 24 de fevereiro, The Heritage Foundation, uma organização de posturas de direita, publicou um tweet afirmando que a Lei de direitos dos pais na educação da Flórida "protege as crianças pequenas do assédio sexual". Durante o debate sobre a lei, a secretária de Estado, Christina Pushaw, tuitou que qualquer um que se opusesse à lei era "provavelmente um pederasta". Em abril de 2022, grupos de extrema-direita e teóricos da conspiração realizaram um motim no Walt Disney World Resort, quando acusaram a Disney de querer "manipular a mente das crianças". A Disney tem sido o foco de várias outras teorias da conspiração: Jim Banks e outros membros do Comitê de Estudos Republicano publicaram uma carta acusando-a de "influenciar deliberadamente as crianças pequenas com sua agenda política e sexual".
Desde então, setores de direita têm descrito o comportamento de pais e professores que apoiam crianças em suas identidades transgênero como aliciadores, e os meios conservadores têm utilizado amplamente o termo "grommer" para denunciar membros da comunidade LGBT como pedófilos. Em março de 2022, a apresentadora de Fox News, Laura Ingraham, afirmou que as escolas estavam se convertendo em "centros de grooming para radicais de identidade de gênero", dedicando um segmento completo de seu programa ao tema. Média Matters publicou um estudo que indica que de 17 de março a 6 de abril, a Fox News veiculou 170 segmentos sobre pessoas transgênero, nos quais "invocou repetidamente o mito longamente desacreditado de que as pessoas trans representam uma ameaça para as crianças e tratar de acicalarlos".
Desde 2019, os manifestantes se concentraram nos eventos Drag Queen Story Hour em instalações públicas e lugares privados. Ao aparecer na Fox News, Chris Rufo caracterizou os drags amigáveis como uma tentativa de "sexualizar as crianças", "subverter a família de classe média" e "eliminar o que chamam de hierarquia sexual em prol de criar uma conexão sexual entre adultos e crianças". Em junho de 2022, as menções à Drag Queen Story Hour no Twitter aumentaram em mais de 700%, segundo a empresa de inteligência Zignal Labs. Também em junho, membros do Proud Boys, formado por homens de extrema direita, irromperam em múltiplos eventos em bibliotecas e livrarias locais. Numa biblioteca da Califórnia, os manifestantes exclamaram insultos homofóbicos e transfóbicos. Em Nevada, um manifestante se aproximou com um arma, o que fez com quem os clientes se refugiassem na biblioteca. Várias bibliotecas têm cancelado eventos ao receber comunicações ameaçadoras. Juliette Kayyem, professora da Universidade de Harvard e exsubsecretaria do DHS, tem descrito estes incidentes de violência como exemplos de terrorismo estocástico.

## Críticas
Twitter, Reddit, TikTok têm dito que usar "groomer" como um insulto contra as pessoas LGBT viola suas políticas.
O site Vox argumentou que a retórica que utilizam os defensores da teoria da conspiração do grooming LGBT é similar à retórica que utilizaram os defensores de outras teorias como o Pizzagate e QAnon: "as acusações de grooming não se preocupam por fazer sentido; trata-se de acordar o medo, a ira e a histeria, razão pela qual soam exatamente como as teorias de conspiração marginais que têm existido durante o século XX. A nova retórica da conspiração de pedófilos é essencialmente a mesma que toda a antiga retórica de conspiração de pedófilos". James Kirchick, escrevendo para a revista New York, argumenta que a teoria da conspiração do grooming LGBT surgiu de crenças homofóbicas mais generalizadas que se originaram na Alemanha no início do século e que, em particular, surgiu do caso Harder-Eulenburg.
A Canadian Anti-Hate Network tem declarado que as pessoas trans são "caluniadas da mesma maneira que se caluniavam os varões homossexuais nos anos 1970, e pela mesma razão: negar-lhes segurança e igualdade de direitos". Florence Ashley, professora da Universidade de Toronto, tem declarado que o enfoque da teoria da conspiração contra as pessoas LGBT em geral e contra as pessoas transgênero em particular é utilizada pela extrema direita para radicalizar a opinião pública, comparando com a teoria da conspiração da grande substituição.

## Opinião pública
Uma pesquisa de abril de 2022 realizada pelo grupo de especialistas de esquerda, Data for Progress, descobriu que 45% dos possíveis votantes republicanos acham que "os professores e os pais que apoiam as discussões sobre a orientação sexual e a identidade de gênero na escola são grommers".